# Gregory P. Winter
Gregory Paul Winter CBE, również Greg Winter (ur. 14 kwietnia 1951) – brytyjski biochemik, profesor Uniwersytetu Cambridge, wspólnie z George’em P. Smithem laureat Nagrody Nobla w dziedzinie chemii w 2018 roku za zastosowanie metody prezentacji fagowej do peptydów i przeciwciał.